# Brytiago
Brytiago, pseudonimo di Bryan Cancel Santiago (Carolina, 14 luglio 1992), è un cantautore e cantante portoricano.
Nel 2014 è stato soprannominato "La nuova voce" e nel 2016 ha firmato con l'etichetta discografica El Cartel Records. Ha pubblicato diversi singoli come ″Bebe", "Lonely", "Punto G" e ha collaborato con artisti come Ozuna nel singolo "Bipolar". Tra i suoi successi più importanti ci sono ′′Asesina′′ con Darell, ′′Netflixxx′′ con Bad Bunny, ′′Asesina Remix′′ con Darell, Ozuna, Daddy Yankee e Anuel AA e ′′Controla′′ con Anuel AA.

## Carriera musicale
Ha raccontato che fin da piccolo componeva le sue canzoni. Sebbene abbia pubblicato canzoni reggaeton come "Bebe" e "Luna" che hanno ottenuto un notevole successo, ha dichiarato che il suo interesse principale è la trap. Nel 2016 ha conosciuto Daddy Yankee grazie ad un suo amico e Yankee gli ha offerto un contratto discografico con la sua etichetta El Cartel Records.
Nel novembre 2018 ha annunciato che stava lavorando al suo album di debutto intitolato Organico che prevede di pubblicare nel 2020. I primi due singoli dell'album ″Controla″ con Anuel AA e ″Aprendí a amar″ sono stati pubblicati rispettivamente a febbraio e marzo 2019.
Il 14 novembre 2019 ha pubblicato il singolo ″Toxico″, dove ha collaborato con l'artista Myke Towers, superando 30 milioni di visualizzazioni su YouTube.
Il 16 gennaio ha pubblicato il primo singolo dell'anno 2020, un altro brano del suo album “Organico“, intitolato ″Te Fallé″, che vanta oltre 15 milioni di visualizzazioni su YouTube.
Nel marzo 2020 ha pubblicato il singolo ″Dispo″ con Jhay Cortez, con più di 23 milioni di visualizzazioni su YouTube.
Nell'aprile 2020 ha pubblicato il singolo ″Borracho″ con Wisin, che ha raggiunto 21 milioni di visualizzazioni su YouTube.

## Discografia
- 2020 – Orgánico